# Ulm 1592
Ulm 1592 ist der Titel eines 1934 von Bertolt Brecht verfassten Gedichts. Das Werk der Exilliteratur wurde 1937 in dem Band Svendborger Gedichte veröffentlicht. Unter demselben Titel nahm der Dichter es 1949 in seine Kalendergeschichten auf. Brecht datiert das historisch verbürgte Ereignis um den missglückten Flugversuch des Schneidermeisters Albrecht Ludwig Berblinger auf das Jahr 1592 und weist dem sprichwörtlichen Schneider von Ulm als Antagonisten einen namentlich nicht genannten Bischof zu. Im Gedicht endet der Flug vom Münster tödlich.

## Entstehung
Das Gedicht nimmt sich den gescheiterten Flugversuch Albrecht Ludwig Berblingers zum Gegenstand. Berblinger zeigte schön früh Interesse an mechanischen Dingen, doch wurde ihm in dem Waisenhaus, das er seit seinem 13. Lebensjahr bewohnte, nur eine Schneiderlehre angeboten. Mit 21 Jahren erhielt er seinen Meisterbrief und zeigte sich im Beruf erfolgreich. In seiner Freizeit ging er seinem Erfinderdrang nach und entwickelte unter anderem eine Beinprothese. Friedrich I. erfuhr von der Tätigkeit seines Untertanen und wünschte die Vorführung eines Flugversuchs. Dieser startete von einer Mauer 13 Meter über der Donau, doch Berblinger stürzte geradewegs in den Fluss. Das Scheitern der Vorstellung hatte Folgen für seine soziale und wirtschaftliche Existenz – der Flugpionier wurde als Lügner verspottet und ausgegrenzt.

## Form
Das Gedicht besteht aus zwei Strophen mit je elf Versen. Nach Jan Knopf orientiert sich die Form an Kinderliedern. Der Text ist rhythmisch gegliedert, auf ein durchlaufendes Metrum und auf den Gebrauch des Endreims wird weitgehend verzichtet. Ausnahmen sind in den Versen 3 und 6 (mach–Dach) wie 4 und 5 (Dingen–Schwingen) oder 14 und 17 (Hatz–Kirchenplatz) sowie 15 und 16 (zerspellet–zerschellet) zu finden.
Auffällig ist der dialektische Aufbau des Gedichts. So wird in der ersten Strophe das kühne Streben des Schneiders und sein Aufstieg der Ablehnung des Bischofs gegenübergestellt, während in der zweiten der Zeugenbericht vom tödlichen Ausgang des Experiments mit der scheinbar bestätigten Ablehnung konfrontiert wird. Die apodiktische Aussage des Bischofs von der Unmöglichkeit des menschlichen Fliegens schließt die beiden Strophen zwar ab, und die Haltung des Geistlichen wird durch das Mittel der Wiederholung bekräftigt, aber gerade dadurch offenbart sie sich als größerer Irrtum, da der Bischof durch die erfolgreiche Geschichte der Luftfahrt letztlich widerlegt wurde.

## Datierung
Klaus-Detlef Müller sieht die Datierung des Ereignisses in der Frühen Neuzeit im zyklischen Aufbau des Werks begründet, denn vor dem Gedicht steht die Erzählung über den Naturwissenschaftler Francis Bacon (Das Experiment), danach jene über Giordano Bruno (Der Mantel des Ketzers). Jan Knopf wendet ein, dass der Untertitel Ulm 1592 bereits 1934 vorhanden war, als das Gedicht noch in keinem Zusammenhang zum Geschichtenband stand. Nach Gerhard Rademacher hat Brecht das Gedicht mit „gesellschafskritischer Absicht in das Jahr 1592, in die Zeit Galileis zurückdatiert“. Heinrich Kaulen meint, Brecht schaffe durch die Jahreswahl eine „literarische Genealogie sui generis“, die disparate Ereignisse wie die Auseinandersetzung Galileis (1632/33) und Giordano Brunos (verhaftet 1592, hingerichtet 1600) mit der Inquisition und das hundertjährige Jubiläum der Entdeckung Amerikas (1492) zusammenfasse. Gerhard Koch deutet das Datum als eine Zäsur, „jene Nahtstelle der Geschichte, die von der mittelalterlich-feudalistischen Epoche zur neuzeitlich-bürgerlichen überleitet.“

## Inhalt
Die Hauptfiguren im Gedicht sind der Bischof und der Schneider. In der ersten Strophe behauptet der Schneider, dass er fliegen könne, und steigt auf das Kirchendach. Der Bischof geht weiter und behauptet, der Mensch sei kein Vogel und werde auch nie fliegen können.
In der zweiten Strophe ist der Schneider gestorben, weil er vom Dach gesprungen ist. Er liegt auf dem Boden des Kirchenplatzes, und der Bischof wiederholt nochmals, dass der Mensch niemals fliegen können werde.

## Interpretation
Laut Peter J. Brenner vertritt Brecht in dem Lied, dass „der historische Fortschritt dem Augenschein zum Trotz weitergehen“ wird. Gerhard Koch deutet das Gedicht als „Parabel des neuzeitlichen Menschen, der sich den Zwängen und Beschränkungen des Mittelalters zu entziehen versucht.“ Nach Heinrich Kaulen geht der Dichter frei mit dem historischen Stoff um. Nicht nur zum Zeitpunkt des historischen Versuchs, sondern bereits 1530 habe der protestantischen Stadt unmöglich ein katholischer Bischof vorgestanden. Der Versuch sei auch nicht über dem Kirchplatz vorgeführt worden. Dies sei vielmehr der beabsichtigten Entgegensetzung von gemeinem Mann und Kirche geschuldet. Mit Verweis auf die Manuskripte, in denen der Bischof in der ersten Fassung noch als „Herr“ angeredet werde, sieht Kaulen eine Aufwertung des vergessenen Flugpioniers. Weiterhin habe Brecht das Gedicht Mein Bruder war ein Flieger (1937) ans Ende des Zyklus gesetzt, um eine einseitige technikoptimistische Positionierung zu unterlaufen.

## Rezeption
Am 12. Mai 1937 vertonte Hanns Eisler das Gedicht. Das Lied wurde von Therese Giehse eingesungen. Gedruckt wurde das Gedicht erstmals 1939 in der Sammlung Svendborger Gedichte.

### Textausgaben
- Bertolt Brecht: Der Schneider von Ulm. In: Svendborger Gedichte. Malik, London 1939.
- Bertolt Brecht: Der Schneider von Ulm. In: Svendborger Gedichte. Suhrkamp, Frankfurt am Main 1979.
- Bertolt Brecht: Der Schneider von Ulm. In: Gedichte in einem Band. Suhrkamp, Frankfurt am Main 2007, ISBN 3-518-02269-5, S. 645.
- Bertolt Brecht: Ulm 1592. In: Kalendergeschichten. Gebrüder Weiß, Berlin 1949.

### Sekundärliteratur
- Kurt Bräutigam: Moderne deutsche Balladen („Erzählgedichte“). Versuche zu ihrer Deutung. Moritz Diesterweg Verlag, Frankfurt am Main 1968.
- Günter Dietz: Bertolt Brechts dialektische Lyrik (Fragen eines lesenden Arbeiters, Der Schneider von Ulm, 1940 VI). In: Der Deutschunterricht 18, 1966, Heft 2, S. 66–77.
- Gerhard Koch: Der Schneider von Ulm – Bertolt Brechts Bearbeitung eines Sujets aus der Geschichte der Aviatik. In: German Studies in India 5, 1981, S. 195–206.
- Hans Schulte: Kinderlieder bei Bertolt Brecht. In: Wirkendes Wort 27, 1977, S. 149–159.
- Edgar Neis: Wir interpretieren Balladen. Materialien zum Verständnis klassischer und moderner Balladen. Bange, Hollfeld 1968, S. 120.
- Winfried Woesler: Brechts Kinderlied Der Schneider von Ulm (Ulm 1592). In: Euphorion 85, 1991, S. 182–191.
- Denise Kratzmeier: Bertolt Brecht Kalendergeschichten, Text und Kommentar. Suhrkamp Basisbibliothek, Berlin 2013, ISBN 978-3-518-18931-3.